# En förlorad värld
En förlorad värld: kapten Charles Ryders andliga och världsliga minnen (originaltitel: Brideshead Revisited: The Sacred & Profane Memories of Captain Charles Ryder), även översatt till svenska med undertiteln Heliga och profana minnen ur kapten Charles Ryders liv, är en roman från 1945 av den brittiska författaren Evelyn Waugh. Romanen, som Waugh kallade sitt magnum opus, handlar om Guds nåd och hur nåden når olika medlemmar av den aristokratiska familjen Flyte. Ett underliggande tema i boken är hur de två världskrigen förändrade allt som den engelska överklassen värderade och höll kärt.

## Handling
Handlingen kretsar kring kapten Charles Ryder som under andra världskriget återvänder som officer till det magnifika engelska godset Brideshead, där han tillbringade mycket tid i sin ungdom, och hans minnen kring den förmögna, djupt troende katolska, familjen Flyte som bodde där. Charles lärde först känna familjen och godset genom yngste sonen Sebastian, som han var studiekamrat med vid Oxfords universitet. Genomgående teman i boken, tillika serien, är förutom krigens grymheter och förändringar i England även religion, konst och alkoholism. 

## Bakgrund
Den fiktiva familjen Marchmains medlemmar är åtminstone delvis baserade på William Lygon, 7:e earl Beauchamp (1872–1938) och hans barn, vars historiska familjegods Madresfield Court i grevskapet Worcestershire, till en del även utgjorde Evelyn Waughs inspiration till slottet Brideshead. Madresfield Court ägs än idag av familjen Lygon genom the Honourable Lady Morrison, brorsdotter till den 8:e och siste earl Beauchamp (1903–1979).
Evelyn Waugh var en nära vän till flera av barnen till den 7:e earl Beauchamp, däribland the Honourable Hugh Lygon (1904–1936), delvis förebild för Sebastian Flyte, samt två av döttrarna Lygon, Lady Mary Lygon (1910–1982) och Lady Dorothy Lygon (1912–2001).
Lord Beauchamps livsöde motsvaras även i någon mån av den fiktive Lord Marchmains. Beauchamp tvingades under förnedrande omständigheter att avsäga sig alla sina många offentliga uppdrag och gå i exil utomlands sedan han i början av 1930-talet anklagats för homosexualitet, något som då ännu var en kriminell handling i den engelska strafflagen. Han fick dock senare tillstånd att återvända till Storbritannien, men avled 1938 i samband med en vistelse i New York. Han var från 1902 gift med Lady Lettice Grosvenor (1874–1936), en syster till Hugh Grosvenor, 2:e hertig av Westminster (1879–1953).

## Övrigt
Romanen gjordes även som TV-serie i 11 avsnitt 1981, vilken regisserades av Charles Sturridge och Michael Lindsay-Hogg, se En förlorad värld (TV-serie). En brittisk långfilm producerades 2008 i regi av Julian Jarrold, se En förlorad värld (film).